# Jürgen Ey
Jürgen Ey (* 4. September 1946 in Bremen) ist ein ehemaliger deutscher Fußballspieler. Mit dem SV Werder Bremen gewann er 1966 die Deutsche Amateurmeisterschaft. Mit dem VfL Osnabrück wurde er 1969 und 1970 Meister der damals zweitklassigen Regionalliga Nord. Mit einem Bundesligaeinsatz für den FC Bayern München 1971 wurde er der Spieler mit dem kürzesten Nachnamen der Ligageschichte und Vizemeister. Danach spielte er noch professionell in Österreich bei SK Rapid Wien, mit dem er 1972 den Pokal gewann, und beim deutschen Zweitligisten KSV Hessen Kassel. Ab 1976 spielte  er für den FSV Bergshausen in der Oberliga Hessen.

## Karriere
Ey gehörte nach seiner Jugend dem Kader der Amateure von Werder Bremen an. Mit den Amateuren des Vereins gewann er 1966 die Deutsche Amateurmeisterschaft mit einem 5:1-Finalerfolg über die Amateure von Hannover 96, zu dem er einen Treffer beisteuerte.
Der Trainer der Bremer Amateurmeistermannschaft Hans-Wilhelm Loßmann wechselte zur Saison in die seinerzeit zweitklassige Regionalliga Nord zum VfL Osnabrück. Mit ihm gingen Carsten Baumann und Herbert Schröder. Am Ende der Saison 1967/68 war Osnabrück Siebter, und Trainer Loßmann, der im Streit schied, wurde durch den Jugoslawen Radoslav Momirski⁣ ersetzt, unter dem die wohl erfolgreichste Ära der Vereinsgeschichte begann, die in drei Regionalligameisterschaften von 1969 bis 1971 mündete. In der Aufstiegsrunde zur Bundesliga wurden die Osnabrücker zweimal Gruppenzweiter, ohne aber wirkliche Chancen zum Aufstieg gehabt zu haben.
Jürgen Ey schloss sich aber noch zu Beginn der Saison 1970/71 den Amateuren des Bundesligisten FC Bayern München an. Da aufgrund der Weltmeisterschaft 1970 zahlreiche Bayernspieler verhindert waren, kam er im Laufe der Saisonvorbereitung bei mehreren Spielen der Kampfmannschaft zum Einsatz. Gute Leistungen bescherten ihm einen Profivertrag, der ihm 2000 Mark pro Monat plus Prämien zusicherte, die anfielen, wenn er einer der fünf damals vorgesehenen Ersatzspieler war. Für die Bayern bestritt er aber nur zwei Pflichtspiele: Am 3. April 1971, dem 27. Spieltag, bei der 1:2-Niederlage beim 1. FC Kaiserslautern wurde er für Edgar Schneider in der 64. Minute eingewechselt. Zudem kam er am 24. März 1971 im Viertelfinalrückspiel um den Messestädte-Pokal im Stadion an der Grünwalder Straße gegen den FC Liverpool in der 65. Minute für Uli Hoeneß eingewechselt zum Einsatz. Nachdem das Hinspiel mit 0:3 verloren worden war, schieden die Bayern aus. Am Saisonende belegte der FC Bayern München den zweiten Platz in der Bundesliga. Die Bayern gewannen auch den DFB-Pokal, Ey wurde in dem Wettbewerb aber nicht eingesetzt. Um mehr spielen zu können, kündigte er am Saisonende seinen Vertrag. „Manchmal denke ich, es war ein Fehler, diesen Traumverein zu verlassen. Aber ich war 24, da willst du spielen“, meinte er später.
Er wechselte schließlich nach Österreich zum Erstligisten SK Rapid Wien, für den er in zwei Nationalligasaisonen in 19 Spielen zwei Tore erzielte. 1972 gewann er mit Rapid nach einem 1:2 und einem 3:1 in den Finalspielen gegen den Wiener Sport-Club, in denen er als Wechselspieler zum Einsatz kam, den Pokal. Für Rapid absolvierte er zudem fünf Spiele auf internationaler Ebene. Er bestritt beide Spiele im Achtelfinale des UEFA-Pokals gegen den italienischen Rekordmeister Juventus Turin sowie das Erstrundenhinspiel gegen den griechischen Erstligisten PAOK Thessaloniki und die beiden Achtelfinalspiele gegen den rumänischen Erstligisten Rapid Bukarest im Europapokal der Pokalsieger.
Nach Deutschland zurückgekehrt, war er von 1973 – zunächst in der seinerzeit zweitklassigen Regionalliga Süd, und mit dem Abstieg aus dieser – bis 1976 in der 1. Amateurliga (gegenwärtig Hessenliga) beim KSV Hessen Kassel aktiv, für den er auch drei DFB-Pokalspiele bestritt. Danach spielte für den FSV Bergshausen, mit der er in drei Spielzeiten dreimal – bis in die Oberliga Hessen – aufstieg.

## Erfolge
- Deutscher Amateurmeister: 1966 (mit Werder Bremen Amateure)
- Meister der Regionalliga Nord 1969, 1970 (mit dem VfL Osnabrück)
- DFB-Pokal-Sieger 1971 (mit dem FC Bayern München; ohne Einsatz im Wettbewerb)
- ÖFB-Cup-Sieger 1972 (mit dem SK Rapid Wien)

## Sonstiges
Er ließ sich schließlich mit seiner Frau Ursula, einer gebürtigen Münchnerin, mit der er 2011 seit rund 40 Jahren verheiratet war, in Baunatal bei Kassel nieder, wo er sich zuletzt als Vermögensberater betätigte. Ansonsten schlug sein Herz noch immer für den FC Bayern München.